# Ashton Smith
Ashton Smith (* 15. Dezember 1988 in Kingston, Jamaika) ist ein englischer Wrestler. Er stand zuletzt bei der WWE unter Vertrag und trat regelmäßig in deren Show NXT auf. Sein bislang größter Erfolg ist der Erhalt der NXT UK Tag Team Championship.

## Wrestling-Karriere

### Erste Anfänge (2007–2013)
Smith debütierte am 11. Februar 2007 im britischen Wrestling bei Triple X Wrestling und verlor dabei gegen Zack Sabre Jr. Er rang sein letztes Match bei der Promotion am 7. Oktober 2007 und verlor gegen Spud. Von 2007 bis 2013 rang Smith für unabhängige britische Promotionen wie SAS Wrestling, Pro Championship Wrestling, Alternative Wrestling World, One Pro Wrestling, International Pro Wrestling United Kingdom, Frontier Wrestling Alliance, Pro Evolution Wrestling und Devon Wrestling Association.

### Preston City Wrestling (2014–2018)
Smith debütierte am 28. März 2014 bei PCW Who Dares Wins und nahm an einem 30-Mann-Royal-Rumble für die Preston City Wrestling Heavyweight Championship teil. Im Laufe des Jahres 2015 trat Smith um die Titel PCW Cruiserweight, PCW Tag Team und PCW Heavyweight an, konnte jedoch keinen dieser Titel gewinnen. Während seiner Zeit bei PCW hatte Smith die Gelegenheit, gegen Cedric Alexander und das Team War Machine Hanson & Ray Rowe anzutreten. Am 9. Dezember 2016 forderte Smith den amtierenden Champion Bubblegum heraus, besiegte ihn und gewann damit zum ersten Mal die PCW Cruiserweight Championship. Am 17. Juni 2017 verlor Smith den Titel an Dean Allmark. Während dieser Zeit trat er auch für andere Promotions wie FutureShock Wrestling, Grand Pro Wrestling und Insane Championship Wrestling auf. Hier konnte er sich einige Titel sichern.

### World Wrestling Entertainment (2018–2022)
Smith debütierte am 8. Juni während des NXT At Download 2018 und nahm an einem #1 Contenders Match für die NXT UK Championship teil. Indem er Joseph Conners besiegte, kam er eine Runde weiter. Zwei Nächte später arbeitete er mit Dave Mastiff zusammen und besiegte mit ihm die Forgotten Sons Steve Cutler & Wesley Blake. Am 18. Juni schied er aus dem Turnier aus, nachdem er gegen Travis Banks verloren hatte. Am 28. Juli gab er sein Debüt für NXT UK.
Am 2. Juni 2022 gewann er zusammen mit Oliver Carter die NXT UK Tag Team Championship. Hierfür besiegten sie Moustache Mountain Trent Seven und Tyler Bate. Die Regentschaft hielt 21 Tage, bis sie die Titel aufgrund einer von Smith Verletzung niederlegten. Am 18. August 2022 wurde bekannt gegeben, dass er von der WWE entlassen wurde.

## Titel und Auszeichnungen
- World Wrestling Entertainment
  - NXT UK Tag Team Championship (1×) mit Oliver Carter

- Celtic Wrestling
  - Celtic Wrestling Tag Team Championship (1×) mit Tyler Browne

- Futureshock Wrestling
  - FutureShock Trophy Winner (2016)
  - Futureshock Wrestling Championship (1×)

- Grand Pro Wrestling
  - GPW Tag Team Championship (1×) mit Martin Kirby
  - GPW British Championship (1×)

- Insane Championship Wrestling
  - ICW Tag Team Championship (2×) mit Rampage Brown